# Lukavci (Križevci, Slovenija)
Lukavci je naselje u slovenskoj Općini Križevcima. Lukavci se nalazi u pokrajini Štajerskoj i statističkoj regiji Pomurju. 

## Stanovništvo
Prema popisu stanovništva iz 2002. godine naselje je imalo 586 stanovnika.